# Эттвуд, Томас (политик)
То́мас А́твуд (англ. Thomas Attwood; 1783—1856) — британский публицист и политический деятель, ведущий экономист Бирмингемской экономической школы (Birmingham School) и одна из ведущих фигур в проведении избирательной реформы 1832 года.

## Биография
Томас Эттвуд родился 6 октября 1783 года в Англии в городе Halesowen. среднее образование получил в гимназии родного города (ныне Earls High School), а затем переехал учиться в Wolverhampton Grammar School.
В 1830 году Томас Эттвуд основал в Бирмингемский политический союз (Birmingham Political Union). Это была политическая партия которая боролась за права жителей Бирмингема, чтобы они были непосредственно представлены в британском парламенте. Бирмингемский политический союз также лоббировал  прохождение реформы 1832 года. 12 декабря 1832 года, после успешных выборов, Этвуд стал одним из первых двух членов парламента от Бирмингема и занимал эту должность до 1839 года.
Томас Эттвуд скончался 6 марта 1856 года в городе Малверн (Malvern, Worcestershire) в Вустершире.